# World Trade Center
World Trade Center (okrajšano WTC, dobesedno svetovni trgovinski center) je bil kompleks sedmih poslovnih stavb v južnem delu newyorške četrti Manhattan, ki je bil odprt 4. aprila 1973 in uničen v terorističnih napadih 11. septembra 2001.
Za gradnjo kompleksa so morali porušiti precejšen del takratnega Manhattna. Temeljni kamen so položili avgusta 1966. Osrednji del kompleksa sta predstavljala Severni stolp in Južni stolp oz. WTC 1 ter WTC 2, zgrajena med letoma 1966 in 1973. Imenovali so ju »dvojčka«, saj sta bila po načrtih popolnoma enaka. Nekaj časa po koncu gradnje so severnemu stolpu dodali radijsko anteno in ga tako povišali za približno 25 metrov. Od konca gradnje do leta 2001 sta bila sto deset nadstropna nebotičnika najvišji stavbi na svetu, ta rekord sta prevzela Empire State Buildingu, ki prav tako stoji na Manhattnu. Kasneje, med letoma 1975 in 1981, so zgradili še hotel Marriott World Trade Center in stavbe 4, 5 ter 6, nazadnje pa je bila leta 1985 končana še stavba 7.
V napadih 11. septembra 2001 sta se zaradi trčenja dveh potniških reaktivnih letal podrla dvojčka in kasneje isti dan še stavba 7, ostale pa so morali porušiti naknadno, saj so bile nepopravljivo poškodovane. Rekonstrukcija območja se je pričela kmalu po napadih. Prva nova stavba, novi 7 World Trade Center, je bila odprta leta 2006, ob deseti obletnici napadov leta 2011 pa še javni spomenik na mestu kjer sta stala »dvojčka«. Trenutno je končan najvišji nebotičnik bodočega kompleksa, 541 m visoki One World Trade Center (nekaj časa poimenovan Freedom Tower), ki mu bo sledil potniški terminal. Še štiri stavbe naj bi bile končane do leta 2020, šesta pa je še v fazi sprejemanja odločitve o gradnji. 

## Objekti

### Načrtovanje in gradnja
Leta 1943 je bila prvič predlagana ideja o ustanovitvi Svetovnega trgovinskega centra v New Yorku. Zakonodajalec zvezne države New York je Thomasu Deweyju, takratnemu guvernerju New Yorka, dovolil, da začne izdelovati načrte za projekt, vendar so bili ti načrti zadržani do leta 1949. V poznih petdesetih in šestdesetih letih se je gospodarska rast New Yorka koncentrirala v središču Manhattna, spodnji Manhattan pa je bil potisnjen v ozadje. Da bi spodbudil prenovo mest, je David Rockefeller predlagal, naj pristaniška uprava zgradi Svetovni trgovinski center v Spodnjem delu mesta. 
Leta 1960 je bilo ustanovljeno Združenje Spodnjega Manhattna pod predsedstvom Davida Rockefellerja, ki je prišel na idejo o gradnji centra. V Midtownu so zgradili številne nebotičnike. Spodnji Manhattan pa je bil izključen, dokler David Rockefeller s pomočjo brata Nelsona ni uspel predlagati, da bi tam zgradili Svetovni trgovinski center. Projekt, vključno z gradnjo in izkopavanjem, je stal 337 milijonov dolarjev, ki sta jih skoraj v celoti zagotovili pristaniški upravi v New Yorku in New Jerseyju. Pri tem pa je bilo na Manhattanu pred začetkom gradnje potrebno porušiti številne nebotičnike in druge manjše zgradbe, da bi lahko zgradili vse načrtovane stavbe centra. 
20. septembra 1962 je pristaniška uprava objavila izbor Minoru Yamasaki za vodilnega arhitekta in Emery Roth & Sons za pridružene arhitekte. Yamasaki je zasnoval načrt za vključitev stolpov dvojčkov.  Njegov prvotni načrt je zahteval, da so stolpi visoki 80 nadstropij, vendar naj bi za izpolnitev zahteve pristaniške uprave za 10.000.000 kvadratnih metrov (930.000 m2) pisarniških prostorov vsaka stavba imela po 110 nadstropij.

### Gradnja
Marca 1965 je pristaniška uprava začela pridobivati nepremičnine na lokaciji Svetovnega trgovinskega centra. Rušitvena dela so se začela 21. marca 1966, da bi očistili trinajst kvadratnih blokov nizkih zgradb v Radiu Row za njihovo gradnjo. Gradnja Svetovnega trgovinskega centra se je začela 5. avgusta 1966. 
Spletno mesto Svetovnega trgovinskega centra je bilo na nasipanem zemljišču, podloga je bila 20 metrov pod njim. Za gradnjo Svetovnega trgovinskega centra je bilo treba ob strani mesta West Street zgraditi "kad" z gnojilno steno, da voda iz reke Hudson ne bi več odtekla ven. Metoda gnojevke, ki jo je izbral glavni inženir pristaniške uprave John M. Kyle, ml., je vključevala kopanje jarka in med nadaljevanjem izkopavanja prostor napolnila z mešanico "gnojnice", sestavljeno iz bentonita in vode, ki je zamašila luknje in obdržala podtalnico. Ko so izkopali jarek, so vstavili jekleno kletko in vlili beton, ki je silil "gnojnico" ven. Štirinajst mesecev je trajalo, da je bila stena gnojnice dokončana, kar je bilo potrebno, preden se je lahko začelo izkopavanje materiala iz notranjosti najdišča, 1.200.000 kubičnih metrov (920.000 m3) izkopanega materiala je bilo uporabljeno (skupaj z drugim materialom za polnjenje in poglabljanje) za razširitev obalne črte Manhattna čez West Street in oblikovanje Battery Park City. 
Januarja 1967 je pristaniška uprava različnim dobaviteljem jekla oddala 74 milijonov dolarjev pogodb. Gradbena dela na Severnem stolpu so se začela avgusta 1968, gradnja Južnega stolpa pa se je začela  januarja 1969. Prvotne cevi reke Hudson, ki so vlake PATH vozile do terminala Hudson, so ostale v uporabi med postopkom gradnje do leta 1971, ko se je odprla nova postaja. Slovesnostno odprtje WTC-ja 1 (Severni stolp) je bila 23. decembra 1970, medtem ko je bila slovesnost odprtja WTC-ja 2 and (Južni stolp) 19. julija 1971. Obsežna uporaba montažnih komponent je pripomogla k hitrejšemu gradbenemu procesu in prvi najemniki so se v Severni stolp preselili 15. decembra 1970, ko je bil še v postopku gradnje, medtem ko je Južni stolp najemnike začel sprejemati januarja 1972. Ko so bili dokončani stolpi dvojčkov Svetovnega trgovinskega centra, so skupni stroški pristaniške uprave dosegli 900 milijonov USD. Slovesnostno odprtje svetovnega trgovinskega centra je bilo 4. aprila 1973. 
Načrt kompleksa Svetovnega trgovinskega centra je poleg stolpov dvojčkov vključeval še štiri nizke stavbe, ki so bile zgrajene v zgodnjih sedemdesetih letih. 47-nadstropna stavba WTC 7 je bila zgrjena v osemdesetih letih 20. stoletja, severno od glavnega kompleksa. Skupaj je glavni kompleks Svetovnega trgovinskega centra zavzel super blok površine 16 hektarjev (65.000 m2). 

## Komplex
V kompleksu Svetovnega trgovinskega centra je bilo več kot 430 podjetij, ki so se ukvarjala z različnimi komercialnimi dejavnostmi. Običajno v delovnem dnevu je v kompleksu delalo približno 50.000 ljudi, še 140.000 pa jih je štelo kot obiskovalce. Kompleks je gostil 13.400.000 kvadratnih metrov (1.240.000 m2) pisarniških prostorov in je bil tako velik, da je imel svojo poštno številko: 10048. Stolpi so ponujali obsežne poglede z opazovalne ploščadi na vrhu Južnega stolpa in restavracije Windows on the World na vrhu Severnega stolpa. Stolpi dvojčkov so postali znani po vsem svetu, pojavljali so se v številnih filmih in televizijskih oddajah, pa tudi na razglednicah in drugem blagu. Postal je ikona New Yorka, v isti ligi kot Empire State Building, Chrysler Building in Kip svobode. Svetovni trgovinski center so primerjali z Rockefeller Centrom, ki ga je brat Davida Rockefellerja Nelson Rockefeller razvil sredi Manhattna. 

### Severni in južni stolp
Severni in Južni stolp, pogosto imenovana kar dvojčka, sta bila glavni stavbi Svetovnega trgovinskega centra. Gradnja Severnega stolpa (One World Trade Center) se je začela leta 1966 z South Tower (Two World Trade Center). Ko je bil leta 1972 dokončan, je 1 svetovni trgovinski center za dve leti postal najvišja stavba na svetu, ki je po 40-letni vladavini presegel Empire State Building. Severni stolp je bil visok 417 m, na njem pa je bila leta 1978 nameščena telekomunikacijska antena ali jambor, ki je bil s tem dodatkom je najvišja točka Severnega stolpa dosegla (530 m). Chicago's Sears Tower, ki je bil končan maja 1973, je na strehi dosegel 440 m. 
Ko je bil leta 1973 dokončan, je Južni stolp postal druga najvišja stavba na svetu s 1.652 čevlji (415 m).  Njegova opazovalna razglednica na strehi je bila visoka 415 m, notranja opazovalna ploščad pa je bila visoka 400 m. Vsak stolp je stal več kot 410 m visok in je zasedel približno 1 hektar (4.000 m2) od skupno 16 hektarjev (65.000 m2) zemljišča. Med tiskovno konferenco leta 1973 so Yamasakija vprašali: "Zakaj dve 110-nadstropni zgradbi? Zakaj ne ena 220-nadstropna zgradba?" Njegov odgovor v jeziku je bil: "Nisem hotel izgubiti človeške lestvice." 
Ves čas svojega obstoja sta imela stolpa dvojčka več nadstropij (na 110) kot katera koli druga stavba. Število njihovih nadstropij se ni ujemalo do gradnje stolpa Sears in niso jih presegli do gradnje Burj Khalifa, ki se je odprla leta 2010. Vsak stolp je imel skupno maso približno 500.000 ton.

### Ausstin J. Tobin Plaza
Prvotni Svetovni trgovinski center je imel masivno plac s petimi hektarji površine, okrog katerega so bile osredotočene vse stavbe v kompleksu, vključno z stolpi dvojčki. Leta 1982 se je neizmerna plaza med stolpoma dvojčka preimenovala po človeku, ki je odobril gradnjo prvotnega svetovnega trgovinskega centra. Pokojni predsednik pristaniške uprave, Austin J. Tobin. Poleti je pristaniška uprava namestila prenosni oder, ki je bil ponavadi podprt proti Severnemu stolpu znotraj Tobin Plaza za nastopajoče. Nenavadna postavitev predstav je bila posledica postavitve skulpture v središče plaze, ki je dovolila le približno 6000 navijačev. Dolga leta so plazo pogosto ovirali hitri vetrovi na tleh zaradi učinka Venturija med obema stolpoma. Nekateri sunki so bili tako močni, da so morali pešcem pri potovanju pomagati vrvi. Leta 1999 se je zunanja plaza znova odprla po 12 milijonih dolarjih obnovljenih del. To je vključevalo zamenjavo tlakovcev iz marmorja s sivimi in rožnatimi granitnimi kamni, dodajanje novih klopi, sejalnic, novih restavracij, kioskov s hrano in jedilnic na prostem.

### Razgledna točka
Čeprav je bila večina prostora v kompleksu Svetovnega trgovinskega centra prepovedana za javnost, je bil v Južnem stolpu v 107. nadstropju odprta javna opazovalna razgledna, imenovana Vrh sveta. Po plačilu vstopnine so morali obiskovalci opraviti varnostne preglede, dodane po bombardiranju Svetovnega trgovinskega centra leta 1993. Nato so jih z namenskim hitrim dvigalom poslali v zaprto opazovalnico v 107. nadstropju na višini 400 m. Zunanji stebri so bili zoženi, tako da je bilo med njimi 28 centimetrov širine oken. Pristaniška uprava je leta 1995 obnovila observatorij, nato pa ga je dala v najem Ogden Entertainment za delovanje. Znamenitosti, dodane na opazovalni krov, so vključevale gledališče s filmom o helikopterski turneji po mestu. Lokali za hrano v 107. nadstropju je bilo zasnovano s temo podzemne železnice, na njej pa so bili Sbarro in Nathan's Famous Hot Dogs. Ob vremenskih razmerah so se obiskovalci lahko z dvema kratkima tekočema dvignili z razgledne površine v 107. nadstropju na zunanjo ploščad na višini 420 m. Na jasen dan so lahko obiskovalci videli do 80 milj. Proti samomorilna ograja je bila postavljena na samo streho, razgledna ploščad je bila postavljena nazaj in povišana nad njo, kar je zahtevalo le navadno ograjo. Zaradi tega je bil razgled neoviran, za razliko od razgledne opazovalnice na Empire State Buildingu.

### RestavracijaWindows on the World
Restavracija Windows on the World, v 106. in 107. nadstropju Severnega stolpa, je bila odprta aprila 1976. Razvil jo je restavrator Joe Baum po ceni več kot 17 milijonov dolarjev. Poleg glavne restavracije sta bila na vrhu Severnega stolpa tudi dva odcepka: Hors d'Oeuvrerie (čez dan je ponujal danski smorgasbord, zvečer pa suši) in Cellar in the Sky (majhen vinski bar). Windows on the World je imel tudi program vinske šole, ki ga je vodil Kevin Zraly, ki je objavil knjigo o tečaju. 
Restavracija Windson on the World je bila zaprta po bombardiranju Svetovnega trgovinskega centra leta 1993. Ko so jo leta 1996 ponovno odprli, sta Greatest Bar na Zemlji in Wild Blue nadomestila prvotne restavracije. Leta 2000, zadnje polno leto delovanja, je restavracija Windows on the World objavila prihodke v višini 37 milijonov dolarjev, zaradi česar je restavracija z največ zaslužki v ZDA. Restavracijo Sky Dive v 44. nadstropju Severnega stolpa je upravljal tudi Windows on the World. 
V svojem zadnjem odprtju je Windows On The World prejela mešane ocene. Ruth Reichl, kritičarka živil iz New York Timesa, je decembra 1996 dejala, da »nihče ne bo nikoli hodil do Windows na svetu samo zato, da bi jedel, toda tudi najbolj naporna oseba s  hrano lahko zdaj zadovolji s hrano v eni izmed najljubših turističnih destinacij v New Yorku«. Restavraciji je podelila dve od štirih zvezdic, kar pomeni 'zelo dobro' kakovost. V svoji knjigi Appetite iz leta 2009 je William Grimes zapisal, da je bil »New Windows v operacijskem sistemu Windows glavna jed«. Leta 2014 je Ryan Sutton iz Eater.com kuhinjo zdaj uničene restavracije primerjal s kuhinjo nadomestnega observatorija One World. Rekel je: »Windows je pomagal uvesti novo dobo ujetniške publike, saj je bila restavracija sama po sebi cilj in ne leni stranski produkt vitalne institucije, v kateri je bival.«

### Druge stavbe
Pet manjših stavb je stalo na bloku velikosti 16 hektarjev (65.000 m2). Eden je bil 22-nadstropni hotel, ki se je odprl na jugozahodnem vogalu mesta leta 1981 kot hotel Vista; leta 1995 je postal Marriott World Trade Center (3 WTC). Okoli plaze so stale tudi tri nizke stavbe (4 WTC, 5 WTC in 6 WTC), ki so bile poslovne stavbe v jeklenih okvirjih. 6 Svetovni trgovinski center, na severozahodnem vogalu, je bila carinska služba ZDA. Svetovno trgovinsko središče 5 je bilo na severovzhodnem vogalu nad postajo PATH, v 4 svetovnem trgovinskem centru, ki se nahaja na jugovzhodnem vogalu, pa je bila ameriška borza za blago. Leta 1987 je bila končana gradnja 47-nadstropne poslovne stavbe, 7 World Trade Center, ki se nahaja severno od superbloka. Pod kompleksom Svetovnega trgovinskega centra je bil podzemni nakupovalni center. Imel je povezave z različnimi objekti za množični tranzit, vključno s sistemom podzemne železnice v New Yorku in vlaki PATH pristaniške uprave. 
Eden največjih depozitarjev zlata na svetu je bil pod Svetovnim trgovinskim centrom v lasti skupine poslovnih bank. Bomba leta 1993 je eksplodirala blizu trezorja. Sedem tednov po napadih 11. septembra je bilo iz kletnih trezorjev s 4 WTC odstranjenih 230 milijonov dolarjev plemenitih kovin.  To je vključevalo 3.800 24-karatnih zlatih palic s 100 trojami in 30.000 srebrnih palic s 1.000 unč.

## Znane nezgode in nesreče

### Požar leta 1975
13. februarja 1975 je v 11. nadstropju Severnega stolpa izbruhnil požar, z sporožitvijo treh alarmov. Razširila se je v 9. in 14. nadstropje po vžigu izolacije telefonskega kabla v pomožni jaški, ki je potekala navpično med tlemi. Območja, ki so bila najbolj oddaljena od požara, so bila skoraj takoj ugasnjena;  prvotni požar so pogasili v nekaj urah. Večina škode je bila skoncentrirana v 11. nadstropju, napajale so jo omare, napolnjene s papirjem, tekočina na osnovi alkohola za pisarniške stroje in druga pisarniška oprema.  Požarna izolacija je zaščitila jeklo in na stolpu ni bilo strukturnih poškodb. Poleg požara v 9. do 14. nadstropju je voda, ki je bila uporabljena za gašenje požara, poškodovala tudi nekaj spodnjih nadstropij. Takrat Svetovni trgovinski center ni imel sistemov za brizganje ognja.

### Bombardiranje leta 1993
26. februarja 1993 se je ob 12:17 zgodil prvi teroristični napad na Svetovni trgovinski center. V podzemni garaži Severnega stolpa je eksplodiral tovornjak Ryder, napolnjen s 680 kilogrami eksploziva, ki ga je nastavil Ramzi Yousef. Eksplozija je skozi pet podnivojev napravila 100-metrsko luknjo z največjo škodo na nivojih B1 in B2 in znatno strukturno škodo na ravni B3. V napadih je umrlo šest ljudi, 1042 drugih pa je bilo ranjenih, nekateri zaradi vdihavanja dima. Šeik Omar Abdel Rahman in štirje drugi posamezniki so bili kasneje obsojeni zaradi vpletenosti v bombardiranje, medtem ko sta bila Yousef in Eyad Ismoil obsojena zaradi bombardiranja. Po besedah predsedujočega sodnika je bil glavni cilj zarotnikov v času napada destabilizirati severni stolp in ga poriniti v južni stolp ter s tem zrušiti oba stolpa. 
Po bombardiranju je bilo treba poškodovana tla popraviti, da se obnovi konstrukcijska podpora stebrov. Stena gnojevke je bila v nevarnosti po bombardiranju in izgubi talnih plošč, ki so zagotavljale stransko oporo proti pritisku vode reke Hudson na drugi strani. Hladilnica na podnivo B5, ki je zagotavljala klimatizacijo celotnega kompleksa Svetovnega trgovinskega centra, je bila močno poškodovana. Po bombardiranju je pristaniška uprava na stopniščih namestila fotoluminescentne oznake poti. Požarni alarmni sistem za celoten kompleks je bilo treba zamenjati, ker je bila uničena kritična napeljava in signalizacija v prvotnem sistemu. Nameščen je bil spomenik žrtvam bombardiranja, odsevni bazen, z imeni žrtev ubitih v eksploziji. Po napadih 11. septembra je bil uničen. Imena žrtev bombardiranja leta 1993 so vključena v Državni spomenik in muzej 11. septembra.

### Rop leta 1998
Januarja 1998 je član mafije Ralph Guarino dobil vzdrževalni dostop do Svetovnega trgovinskega centra. Za plen je uredil tričlansko posadko, ki je od dostave Brinks do 11. nadstropja Severnega stolpa pokradla več kot dva milijona dolarjev.

### Drugi dogodki
7. avgusta 1974 zjutraj je Philippe Petit izvedel visokožični sprehod med severnim in južnim stolpom Svetovnega trgovinskega centra. Za svoj nedovoljeni podvig na 400 m nad tlemi je namontiral 200-kilogramski kabel in uporabil po meri izdelan 10-metrski (9,1 m) in 55-kilogramski (25 kg) balansirni drog. Nastopal je 45 minut in naredil osem podaj po žici. Čeprav je bil Petit obtožen kaznivega dejanja kršitve in neprimernega ravnanja, je bil kasneje osvobojen v zameno za nastope za otroke v Central Parku. 
20. februarja 1981 so letalsko linijo Aerolíneas Argentinas odpeljali kontrolorji zračnega prometa, potem ko so radarski signali pokazali, da je na trku s Severnim stolpom (1 WTC). Letalo, ki je odletelo z mednarodnega letališča José Joaquín de Olmedo v ekvadorskem Guayaquilu in naj bi pristalo na bližnjem letališču JFK, je letelo na precej nižji nadmorski višini, kot so priporočali predpisi. 
Svetovno šahovsko prvenstvo PCA leta 1995 je bilo odigrano v 107. nadstropju Južnega stolpa.

### Predlagani zakup
Leta 1998 je pristaniška uprava odobrila načrte za privatizacijo Svetovnega trgovinskega centra in ga leta 2001 poskušala oddati v najem zasebnemu podjetju. Ponudbe za najem so prispevale Vornado Realty Trust, skupna ponudba med Brookfield Properties Corporation in Boston Properties, ter skupna ponudba Silverstein Properties in The Westfield Group. Privatizacija Svetovnega trgovinskega centra bi ga dodala v mestne davčne seznamein zagotovila sredstva za druge projekte pristaniške uprave. 15. februarja 2001 je pristaniška uprava sporočila, da je družba Vornado Realty Trust dobila najem za Svetovni trgovinski center in plačala 3,25 milijarde dolarjev za 99-letni najem. Vornado je Silversteina presegel za 600 milijonov dolarjev, čeprav je Silverstein ponudbo povečal na 3,22 milijarde dolarjev. Vendar je Vornado vztrajal pri spremembah dogovora v zadnjem trenutku, vključno s krajšim 39-letnim zakupom, o katerem je pristaniška uprava menila, da se ne more pogajati. Vornado se je kasneje umaknil in Silversteinova ponudba za najem Svetovnemu trgovinskemu centru je bila sprejeta 26. aprila 2001 in zaprta 24. julija 2001.

## Uničenje
11. septembra 2001 zjutraj so islamski teroristi ugrabili dve potniški letali, Let 11 American Airlines in Let 175 United Airlines in ju namerno zapelji v stolpa Svetovnega trgovinskega centra. Ob 8:46:40 je prva skupina ugrabiteljev z letalom American 11 trčila v severno fasado Severnega stolpa, med 93. in 99. nadstropjem. Sedemnajst minut kasneje, ob 9:03:11 je druga skupina ugrabiteljev z letalom United 175 trčila v južno fasado Južnega stolpa med 77. in 85. nadstropjem. Teroristična organizacija Al-Kaida, ki jo je vodil Osama bin Laden, je napade izvajala za maščevanje nekaterih vidikov ameriške zunanje politike, zlasti ameriške podpore Izraelu in prisotnosti ameriških vojaških sil v Savdski Arabiji. Škoda, ki jo je povzročil American 11 ob trku v severni stolp, je povzročila, da so se vsa dvigala in stopnišča v stolpu uničila, zaradi česar se iz nadstropij nad mestom trka ni dalo pobegniti. Škoda, ki jo je povzročil United 175 ob trku v južni stolp, je imela bolj osredotočen vpliv, eno stopnišče pa je ostalo nepoškodovano. Po tem stopnišču je uspelo pobegniti le 14 ljudi, več sto pa jih je ostalo ujetih v zgornjih nadstropjih. United 175 je južni stolp zadel v jugo-vzhodni del, predvsem nižje v primerjavi z severnim stolpom, kar je posledično tudi vplivalo na zgodnjo zrušitev stolpa. 
Ob 9:59 se je Južni stolp zrušil potem, ko je gorel 56 minut. Severni stolp se je zrušil ob 10:28 potem, ko je gorel 102 minuti. Med zrušitvijo severnega stolpa so ostanki stolpa zadeli zgradbo WTC 7 in jo močno poškodovali. Deli WTC-ja 7 so začeli počasi propadati, popolnoma pa se je zgradba zrušila ob 17:21. 
Hotel Marriott World Trade Center je bil uničen med zrušitvijo obeh stolpov. Tri preostale stavbe na območju WTC so bile močno poškodovane zaradi ruševin in so bile kasneje porušene, saj so bile nepopravljivo poškodovane. Postopek čiščenja in predelave na lokaciji Svetovnega trgovinskega centra je trajal osem mesecev. Stavba Deutsche Bank čez ulico Liberty od kompleksa Svetovnega trgovinskega centra je bila pozneje obsojena zaradi neprimernih toksičnih razmer v njej;  bila je dekonstruirana, delo je bilo končano v začetku leta 2011. Zaradi velike škode je bila porušena tudi dvorana Fiterman Hall of Manhattan Community College na 30 West Broadway, ki je bila porušena in popolnoma obnovljena.
Takoj po napadih so poročila medijev nakazovala, da bi bilo v napadih morda ubitih več deset tisoč ljudi, saj bi lahko bilo v Svetovnem trgovinskem centru več kot 50.000 ljudi. Nacionalni inštitut za standarde in tehnologijo (NIST) je ocenil, da je bilo v času napadov v stolpih približno 17.400 posameznikov. Na koncu je bilo v zvezi z napadi 11. septembra vloženih 2.753 smrtnih listov (razen tistih za ugrabitelje). 2.192 civilistov je umrlo v Svetovnem trgovinskem centru in okoli njega, vključno z zaposlenimi v Cantor Fitzgerald LP (investicijska banka v 101. – 105. Nadstropju Enega svetovnega trgovinskega centra),  Marsh & McLennan Companies (ki se nahaja tik pod Cantor Fitzgerald v nadstropjih 93  –101, kraj udarca leta 11) in Aon Corporation. Poleg civilne smrti je bilo ubitih tudi 414 zapriseženih uslužbencev: 340 gasilcev v New Yorku (FDNY);  71 uslužbencev organov pregona, vključno s 37 pripadniki policijske uprave pristaniške uprave (PAPD) in 23 pripadniki policijske uprave New Yorka (NYPD);  2 reševalca FDNY;  in 1 kaplan FDNY. V napadih je umrlo tudi osem uslužbencev EMS iz zasebnih agencij. Deset let po napadih so odkrili posmrtne ostanke le 1629 žrtev. Od vseh ljudi, ki so bili še vedno v stolpih, ko so se zrušili, je bilo le 20 preživelih rešenih izpod ruševin.

## Drugi World trade center
V naslednjih letih so bili ustvarjeni načrti za obnovo Svetovnega trgovinskega centra. Spodnja Manhattanska razvojna korporacija (LMDC), ustanovljena novembra 2001 za nadzor nad obnovo, je organizirala natečaje za izbiro načrta mesta in zasnove spominov. Temelji spomina, ki jih je zasnoval Daniel Libeskind, so bili izbrani kot glavni načrt; vendar so bile bistveno spremenjene zasnove.
Prva nova stavba na lokaciji je bila 7 WTC, ki se je odprla 23. maja 2006. Spominski del Državnega spominskega muzeja in muzeja 11. septembra se je odprl 11. septembra 2011, muzej pa 21. maja 2014. 1 WTC je bil odprt 3. novembra 2014; 4 WTC je bil odprt 13. novembra 2013; in 3 WTC je bil odprt 11. junija 2018. 
Novembra 2013 v skladu z dogovorom z družbo Silverstein Properties Inc. novi 2 WTC ne bo zgrajen v polni višini, dokler ne bo zakupljeno dovolj prostora, da bo stavba finančno sposobna preživeti. Nadzemna gradnja 5 WTC je bila prekinjena tudi zaradi pomanjkanja najemnikov in sporov med pristaniško upravo in spodnjo Manhattansko razvojno korporacijo. Sredi leta 2015 je družba Silverstein Properties razkrila načrte za preoblikovano 2 WTC, ki jo bo zasnoval Bjarke Ingels, dokončala pa jo bo do leta 2020, pri čemer bo News Corp kot sidrni najemnik. Štiri leta kasneje, brez sidra najemnika za 2 WTC, je Silverstein izrazil svojo namero, da nadaljuje z delom na stolpu, ne glede na to, ali je najemnik podpisal.